# Gaspar de Guzmán y Pimentel

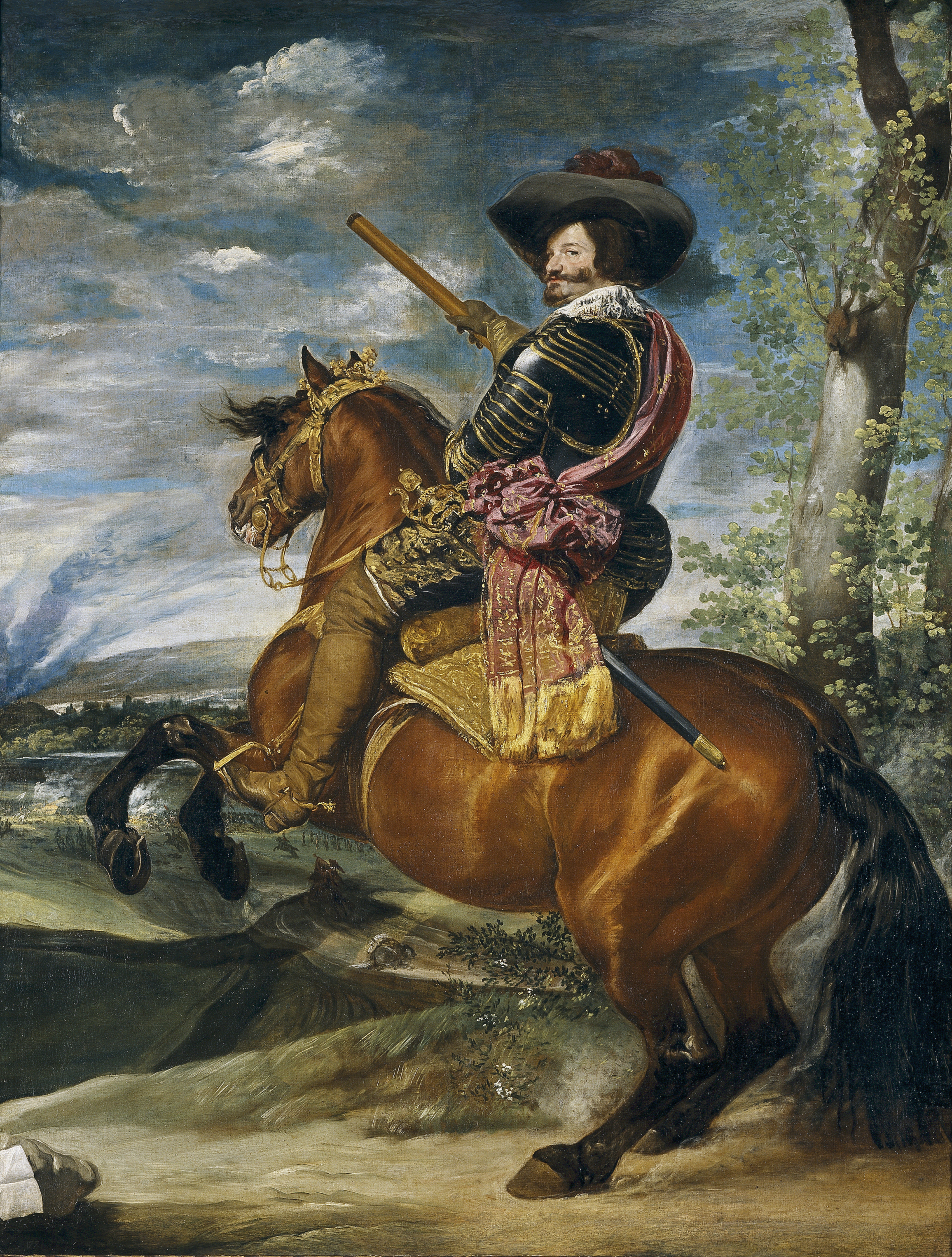
Portret van graaf-hertog van Olivares te paard
(ca. 1636), Diego Velázquez, Museo Nacional del Prado

Gaspar de Guzmán y Pimentel (ook bekend als Olivares) (Rome, 6 januari 1587 - Toro, 22 juli 1645) was een Spaanse staatsman. Hij was graaf van Olivares, hertog van Sanlúcar la Mayor en de voornaamste raadgever van Filips IV van Spanje, die in 1621 op slechts zestienjarige leeftijd de Spaanse troon had bestegen. 
De 22 jaren die Spanje onder Olivares en Filips IV meemaakte waren rampzalig. Het ontbrak niet zozeer aan bekwaamheid bij de bestuurders. Spanje werd langs alle kanten aangevallen (Tachtigjarige Oorlog, Dertigjarige Oorlog, La Fronde, Portugese Restauratieoorlog). Het was al snel duidelijk dat Spanje niet meer de grootmacht was van weleer. Spanje verloor de Noordelijke Nederlanden, Portugal, stukken van de Pyreneeën, Franche-Comté en het Graafschap Artesië. 
De binnenlandse politiek werd verziekt door corruptie, hetgeen deels valt te verklaren door het gebrek aan interesse van de Spaanse vorst. De Portugese kwestie dwong Olivares uiteindelijk tot ontslag in 1643. In zijn latere jaren hield hij zich bezig met lokale politiek en het schrijven van een politiek testament, bedoeld als verdediging voor zijn vroegere beleid. Het boek kwam in opspraak bij de Inquisitie, en het is niet onwaarschijnlijk dat hij op het einde van zijn leven werd opgesloten.